# 333001 Calloway
333001 Calloway è un asteroide della fascia principale esterna. Scoperto nel 2007, presenta un'orbita caratterizzata da un semiasse maggiore pari a 3,253547 au e da un'eccentricità di 0,032603, inclinata di 10,222426° rispetto all'eclittica. 